# سيدني إدوارد رايت
سيدني إدوارد رايت (بالإنجليزية: Sydney Edward Wright)‏ هو صيدلي أسترالي، ولد في 3 يونيو 1914، وتوفي في 7 أكتوبر 1966.